# Adalbert Cziráky
Adalbert Josef Karel Dionýs hrabě Cziráky, případně Béla József Károly Dénes hrabě Cziráky (maďarsky Cziráki és dénesfalvi gróf Cziráky Béla József Károly Dénes Dezső; 23. května 1852 Lovasberény, Uhersko – 20. března 1911 Vídeň) byl uherský šlechtic, politik a diplomat. Angažoval se v politice Uherského království, poté působil na rakousko-uherském ministerstvu zahraničí a nakonec u císařského dvora zastával funkci nejvyššího maršálka (1896–1911). Byl rytířem Řádu zlatého rouna.

## Životopis

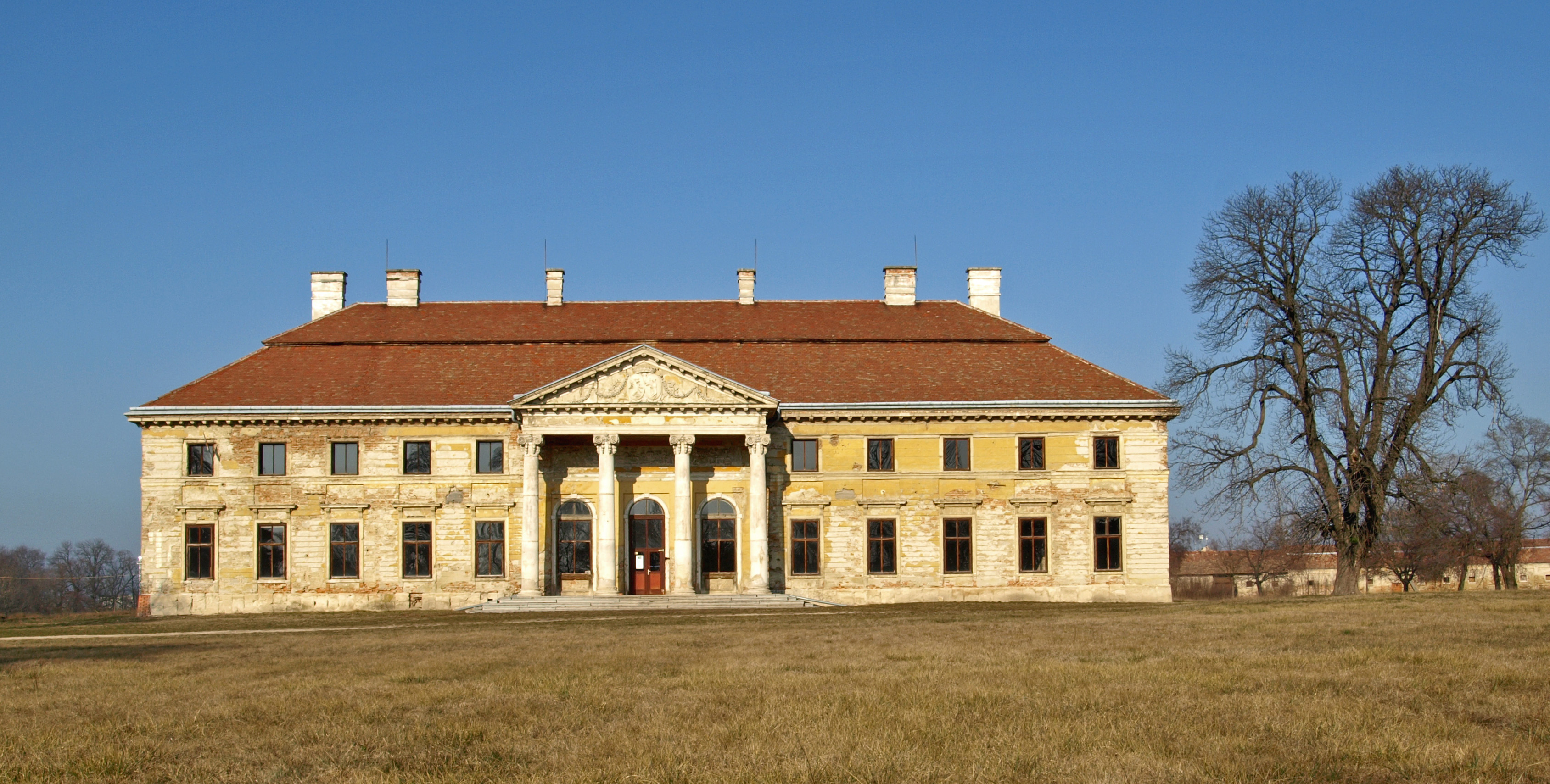
Zámek Lovasberény (Maďarsko), hlavní rodové sídlo a rodiště Adalberta Czirákyho

Pocházel z významného uherského šlechtického rodu, byl druhorozeným synem hraběte Jana Czirákyho (János József Cziráky; 1818–1884), nejvyššího komořího Uherského království. Kariéru zahájil jako nižší úředník na uherských ministerstvech spravedlnosti a vnitra, v roce 1876 státní služby dočasně opustil a věnoval se správě rodových statků. V roce 1884 byl jmenován vrchním županem župy Fejér a od roku 1885 se jako dědičný člen uherské panské sněmovny věnoval politice. V roce 1891 byl povolán na ministerstvo zahraničí, kde byl dvorním radou a později sekčním šéfem. Od roku 1894 byl vládním komisařem Tereziánské akademie a po odchodu z ministerstva zahraničí zastával funkci nejvyššího maršálka císařského dvora (1896–1911). Byl též c. k. komořím (1881) a od roku 1895 tajným radou. V roce 1900 obdržel Řád zlatého rouna.

## Rodina
V Budapešti se 4. června 1878 oženil s hraběnkou Marií Johannou Esterházyovou (9. 5. 1856 Sárosd – 23. 11. 1940 Rábakecöl) z významné uherské šlechty, měli spolu tři syny:
- 1. Mikuláš Jiří Ladislav Sixtus (Miklós György László Sixstus; 6. 4. 1881 – 10. 10. 1900 Dénesfa, Győr-Moson-Sopron), svobodný a bezdětný
- 2. Josef Adalbert Ladislav (József Béla László; 11. 6. 1883 Sárosd – 10. 8. 1960 Dénesfa)
  - ⚭ (1917) hraběnka Ilona Andrássyová (22. 5. 1886 Trebišov – 21. 8. 1967 Peterborough)
- 3. Jiří Adalbert Jan (György Béla János; 3. 5. 1885 Sárosd – 3. 12. 1958 Dénesfa)
  - ⚭ (1934) Alžběta (Erzsébet) Májó (9. 9. 1908 Pitvaroš, Csongrád-Csanád – 1979 Los Angeles)